# Tremont Waters
Tremont Waters (ur. 10 stycznia 1998 w New Haven) – amerykańsko-portorykański koszykarz występujący na pozycji rozgrywającego, obecnie zawodnik Wisconsin Herd.
W 2017 wystąpił w meczu gwiazd amerykańskich szkół średnich, Jordan Classic. Został też wybrany najlepszych zawodnikiem szkół średnich stanu Connecticut (Connecticut Gatorade Player of the Year). W 2018 zajął ósme miejsce w turnieju Adidas Nations.
Po zakończeniu sezonu 2020/2021 został wolnym agentem. 22 grudnia 2021 zawarł 10-dniową umowę z Toronto Raptors. 1 stycznia 2022 podpisał 10-dniowy kontrakt z Washington Wizards. 12 stycznia 2022 powrócił do składu Wisconsin Herd.

## Osiągnięcia
Stan na 13 września 2023, na podstawie, o ile nie zaznaczono inaczej.

### NCAA
- Uczestnik rozgrywek Sweet 16 turnieju NCAA (2019)
- Mistrz sezonu regularnego konferencji Southeastern (SEC – 2019)
- Obrońca roku SEC (2019)[7]
- Najlepszy pierwszoroczny zawodnik All-Louisiana (2018)
- Zaliczony do:
  - I składu:
    - SEC (2019)
    - defensywnego SEC (2019)
    - najlepszych pierwszorocznych zawodników SEC (2018)
    - turnieju Maui Invitational (2018)

  - składu honorable mention All-American (2019 przez Associated Press)
- Zawodnik tygodnia SEC (11.02.2019)
- Lider SEC w:
  - asystach (5,8 – 2019)
  - przechwytach (2 – 2018, 2,9 – 2019)

### Indywidualne
- Debiutant roku G-League (2020)
- Zaliczony do[8]:
  - I składu debiutantów G-League (2020)
  - II składu G-League (2020)

### Reprezentacja
- Lider mistrzostw świata w średniej[9]:
  - przechwytów (2023 – 2,6, wspólnie z Ehabem Aminem)
  - strat (2023 – 5,2)